# 久宝寺1号墳
久宝寺1号墳（きゅうほうじいちごうふん）は、大阪府八尾市に所在する久宝寺遺跡（縄文時代から中世にまたがる複合遺跡）内で墳丘が埋没した状態で発掘された古墳時代前期の方墳。墳丘内から、割竹形木棺がほぼ完全な状態で検出されたことで有名となった。発見直後は、久宝寺古墳と呼ばれていたが同じ遺跡内から弥生時代末から古墳時代前期までの墳墓が次々と発掘されたため、久宝寺1号墳とナンバーを付けられて呼ばれるようになったものである。なお、久宝寺1号墳を古墳の範疇に含めるかどうかは議論がある。

## 概要
久宝寺遺跡南部にある旧国鉄竜華操車場跡地（約6万坪）の再開発事業に伴って2001年（平成13年）から2002年（平成14年）にかけて大阪府文化財センターにより発掘調査が行なわれた。I区の南西端の土層観察用のトレンチで人工的な起伏が認められた。従来の類例から、この起伏は方形周溝墓または古墳の墳丘と周溝の断面と判断され、慎重に発掘調査が行なわれた結果、墳丘のかなりの部分が残存した比較的小規模な方墳が検出された。墳丘の復原長は東西12.5メートル（現存値11.5メートル）、北側の端は調査地区範囲外であったので南北10.5メートル前後、周溝が周りを囲んでおり、それを含めると東西18メートル、南北17.5メートル前後である。残存する高さは構築基盤面から0.7‐0.8メートルであるが、周溝底から計測すると1.3‐1.4メートルである。

### 墳頂埋葬施設
埋葬主体は墳丘内で3基、周溝から5基の埋葬施設が検出された。墳頂部の1号主体部は割竹形木棺を用いたものであり、南北約4.5メートル、東西約1.8メートルの隅丸長方形の墓壙を設け、そこに木棺を直葬したもので粘土床などの施設は存在しなかった。木棺上面は墳丘上面から40センチメートルの深さで検出された。割竹形木棺は素材がコウヤマキで棺蓋のごく一部に損傷があったものの遺存状態は極めて良好であった。全長は棺蓋、棺身とも328センチメートル、幅は蓋の外径が38-47センチメートル、身の外径が37‐49センチメートル。内外面には切削痕跡の認められる箇所があり、全面に加工が加えられ、外表面に樹皮は全く残存しなかった。木棺内部の遺骸はほとんど朽ち果てていたが、棺内の北側と南側で1体ずつ分の歯牙が検出されている。2体の被葬者が頭位を違えて1個の棺に納められていたわけである。
副葬品はなかったが、北側の被葬者の頭部の部分には朱の痕跡があった。
2号主体は割竹形木棺の1号主体に隣接した木棺墓である。攪乱により墓壙の正確な規模、形状
は不明であるが、南北3.4-3.5メートル、東西1.2メートルで設置方法は木棺直葬であった。木棺の遺存状態は極めて不良であったが準構造船の船底部分を再利用したものと推定された。棺蓋の現存長は285センチメートル、幅70センチメートル、棺身は現存長285センチメートル、幅60センチメートルである。棺内からは１体分の歯牙が検出されている。
3号主体は土器棺墓で、1号主体の西側に位置する。墓壙は長軸87センチメートル、短軸60センチメートルであり、土器棺は棺身と棺蓋で構成されており、棺身となる壷は讃岐地方産の大型複口縁壷であった。土器棺内からは人骨、遺物とも検出されなかった。

### 周溝内埋葬施設
墳丘東側の周溝付近から木棺墓1基、土壙墓2基、土器棺墓2基、合計5基の埋葬主体が検出されている。2基の土壙墓からは人骨の一部が検出されている。

### 墳頂部出土遺物
久宝寺1号墳の墳頂部の四隅からは底部に穿孔のある土師器の直口壷が検出されており、奈良県桜井茶臼山古墳において後円部墳頂に底部穿孔複合口縁壷（底に穴があけられた二重口縁壷）が主体部の周りを連続的に囲んでいた例などと同じく埴輪祭祀が定着する以前の葬送儀礼を示すものと考えられた。

## 築造時期
墳丘に伴う祭祀関連で使われたと見られる土師器は庄内式のものであり、次の段階の布留式のものは認められない。しかしこの古墳の位置する中河内地方では庄内式への執着が強かったことが知られており、土器編年上では布留式古段階、時代区分で古墳時代前期古段階と判断された。また、実年代については調査報告書では古墳時代前期の年代を従来より、約半世紀繰り上げる最近の傾向をうけて、西暦270‐280年前後を提示している。

## 久宝寺1号墳に関する議論
久宝寺古墳の築造される時期はちょうど、大和を中心に大型前方後円墳が続々と造営されつつある時期にあたる。しかし久宝寺1号墳の場合、それらとは墳丘の規模では比較にならず、また銅鏡などの副葬品も皆無で内容においても比べようもなく劣っている。また墳丘の形状も弥生時代の方形周溝墓と同じく方形である。これらの事実をもって久宝寺1号墳を古墳の範疇に入れないで方形周溝墓系の墳墓とする考えも強い。しかし、また割竹形木棺の導入や、桜井茶臼山古墳のように底部に穿孔のある壷を墳丘上に配置するなど新しい要素もみられる。したがって伝統的な方形周溝墓の遺制と見なすべきではなく、古墳時代に政治的に再編され位置づけられた底辺クラスの首長の古墳として捉え直すべきという意見もある。また、河内平野においては古墳時代中期には小古墳が群在することが長原古墳群などで知られており、久宝寺1号墳はその先駆形態ともいえる存在であり、河内平野低地部における出現期古墳の実態を示すものと考えることもできる。